# Eswatini na zimowych igrzyskach olimpijskich
Eswatini wystartowało w zimowych IO po raz pierwszy i do tej pory jedyny, na igrzyskach w Albertville w 1992 roku. Reprezentowane było przez jednego zawodnika - narciarza alpejskiego Keitha Frasera.

## Klasyfikacja medalowa
| Igrzyska         | Złoto | Srebro | Brąz | Razem |
| ---------------- | ----- | ------ | ---- | ----- |
| 1992 Albertville | 0     | 0      | 0    | 0     |
| Razem            | 0     | 0      | 0    | 0     |